# Вальцювальний стан

Принцип дії вальцювального стана

Вальцювальний стан, або прокатний стан — агрегат для обробки тиском (вальцювання) металевих зливків. До основної робочої частини вальцювального стана належать обертові вальцювальнні валки, між якими метал деформується (вальцюється). До складу вальцювального стану входять також рольганги (пристрої, якими транспортують вальцьовані зливки (штаби) від нагрівальних пристроїв до валків, від однієї пари валків до іншої), інші пристрої, що змінюють розташування зливків, охолоджують їх, випрямляють, розрізають, пакують у пакети чи змотують у бунти або рулони, маркують вальцювальну продукцію.

## Історія

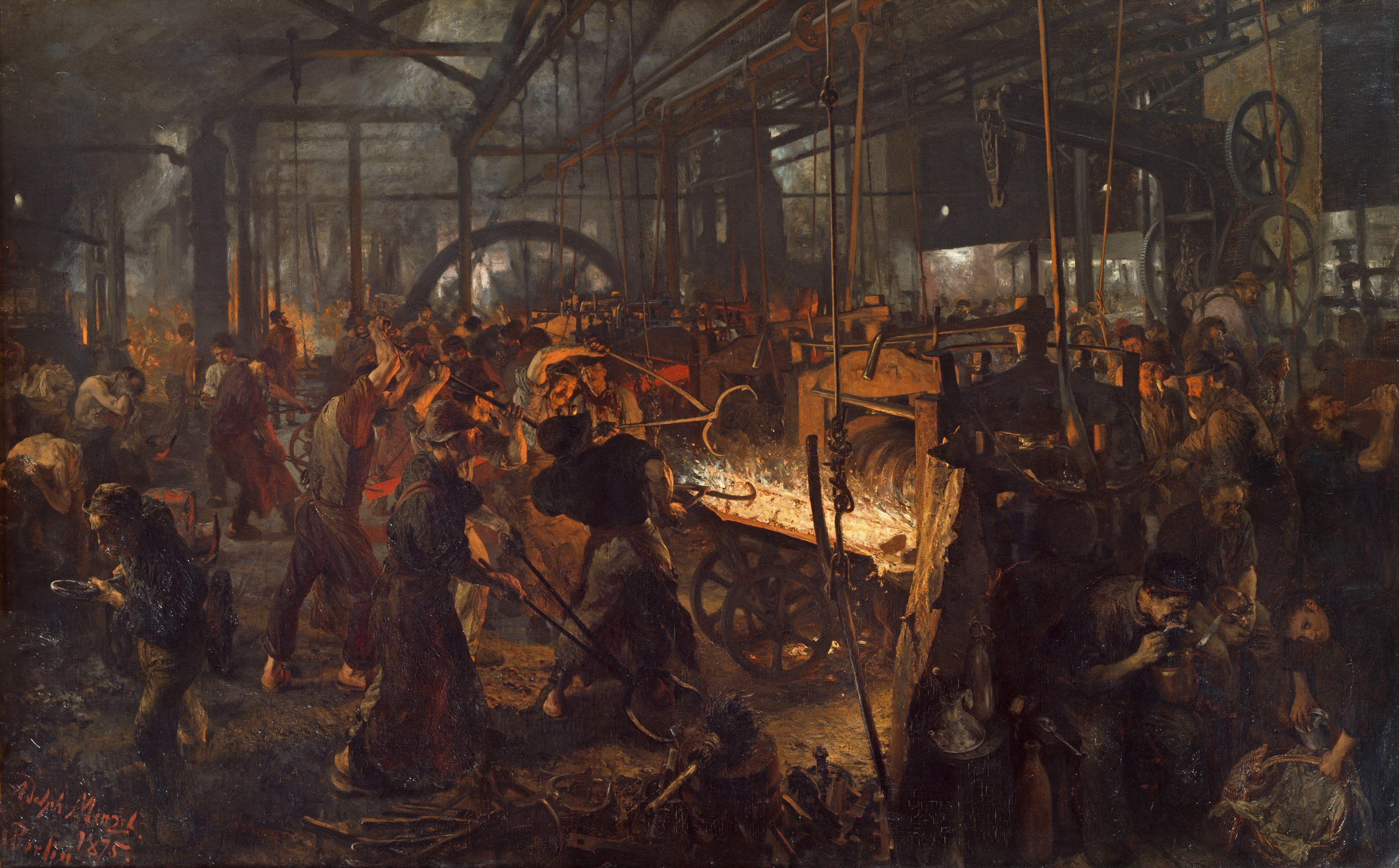
Вальцювальний цех. Картина маляра Адольфа фон Менцеля. 1872—1875 роки.

Вальцювальний цех. Виготовлення штабу і квадратного профілю. Друга половина XIX століття.

Час і місце створення першого прокатного стана невідомі. Найдавніші малюнки й опис приладу для прокатки, що мав би приводитися в дію за допомогою водяного колеса, належить Леонардо да Вінчі і відносяться до 1495 року. Приблизно до кінця 17 століття привод прокатних станів був ручним, з 18 століття — водяним. Наприкінці 18 століття для приведення їх до руху почали застосовувати парові машини.
Спочатку прокатку застосовували для кольорових металів — свинцю, олова, міді, монетних сплавів тощо. Промислова прокатка заліза розпочалася приблизно з середини 18 століття. З того часу прокатка стала однією з трьох основних ланок виробничого циклу залізоробних заводів, поступово витисняючи менш продуктивний спосіб кування.
Першим прокатним станом був так званий різальний стан.
У 1783 році Генрі Корт запатентував і сконстроював промисловий прокатний стан з каліброваними валками.
У 1830-х — 1840-х роках у зв'язку з розвитком залізниць у різних країнах починають прокатувати рейки. У 1856—1857 роках к Саарі було встановлено перший прокатний стан, призначений для прокатки великих балок.
Наприкінці 19 століття у США з'явилися перші блюмінг і слябінг, призначені для прокатування великих сталевих зливків у прокатні заготовки.
У 1867 році Бедсон у Великій Британії побудував безперервний дротовий стан. У 1885 році брати Макс та Рейнхард Маннесман (Німеччина) винайшли спосіб гвинтової прокатки безшовних труб у прокатних станах з навкіс розташованими валками. Для розрізання металу у 1892 році В. Едвардс вперше застосував летучі ножиці. Перший безперервний листовий стан було побудовано у 1923 році у США. Холодна прокатка листів впроваджена у виробництво у 1880-х роках, а холодна прокатка труб освоєна у1930 році у США.
У 1897 році для привода прокатних станів у Німеччині вперше вдало застосовано електродвигун. У 1906 році на Тржінецькому металургійному заводі (сучасна Чехія) став до ладу прокатний стан з реверсним електродвигуном.
У 1960-і роки у США, ФРН, СРСР і Італії почали впроваджуватись ливарно-прокатні агрегати, у яких поєднано безперервний розлив сталі і прокатки у єдиному потоці.

## Класифікація
За призначенням розрізняють[джерело?]:
- заготовочні стани і обтискні стани
- сортові стани
- листові стани
- стани трубовальцювальні
- спеціальні стани (детале-, колесо- і кулевальцювальні, для виробів з профілем змінного перерізу тощо).

Вальцювальні стани також класифікують:
- за розміщенням валків:
  - з валками, розміщеними в робочих клітях горизонтально (найпоширеніші),
  - з вертикальними і косо розміщеними валками:
    - двовалкові (стан-дуо), три-(стан-тріо), чотири- (стан-кварто) і багатовалкові
- за кількістю та розташуванням клітей:
  - з однією, двома, трьома, чотирма і багатьма клітями;
  - лінійні (кліті розміщені в одну або кілька ліній);
  - безперервні (кліті встановлено одна за одною);
  - напівбезперервні;
- за обертанням валків: з постійним та зворотним (реверсивним) обертанням валків.

Вальцювальний стан для виробництва сортового металопрокату характеризується діаметром валків, для виготовлення листового прокату — довжиною бочки валків, для виробництва труб — їхнім зовнішнім діаметром.

## Виноски
1. ↑  The Flat Rolling Process. // John G. Lenard. Primer on Flat Rolling [Архівовано 15 вересня 2017 у Wayback Machine.]. — Second edition. — Elsevier, 2014. P. 29. ISBN 978-0-08-099418-5 (англ.)
2. ↑  Illuminating Leonardo: A Festschrift for Carlo Pedretti Celebrating His 70 Years of Scholarship (1944—2014) [Архівовано 23 вересня 2017 у Wayback Machine.] / Edited by Constance Moffatt, Sara Taglialagamba. — BRILL, 2016. — P. 203—205. ISBN 978-90-04-28755-6 (hardback) — ISBN 978-90-04-30413-0 (e-book) (англ.)